# Museo civico archeologico Antonio De Nino
Il Museo civico archeologico Antonio De Nino è un museo archeologico situato a Corfinio, in provincia dell'Aquila.

## Storia
Il museo è stato aperto nel 2005 ospitato nel palazzo  della famiglia Colella-Trippitelli, risalente al XVII secolo, per ospitare i reperti scoperti durante gli scavi effettuati da Antonio De Nino a Corfinio alla fine del XIX secolo e proseguiti da don Nicola Colella, canonico di San Pelino.
I reperti recuperati durante gli scavi nel 1878 furono ospitati nei locali dell'oratorio di Sant'Alessandro, ma il museo venne saccheggiato durante l'occupazione tedesca nella seconda guerra mondiale. L'esposizione venne temporaneamente ricostituita in locali adiacenti alla cattedrale ma la collezione venne infine trasferita a Chieti fino all'apertura del nuovo museo.

## Collezioni
Le dieci sale del museo sono disposte su due piani. Al piano terra si trova la ricostruzione dello studio di Antonio De Nino, con alcune sue opere ed alcuni dei  reperti da lui ritrovati. Al primo piano si trovano le sale espositive organizzate per aree tematiche.